# Montader Madjed
Montader Madjed (* 7. April 2005) ist ein schwedischer Fußballspieler, der aktuell bei Varbergs BoIS in der Allsvenskan unter Vertrag steht und schwedischer Juniorennationalspieler ist.

## Karriere

### Verein
Madjed begann seine fußballerische Karriere bei Östers IF, wo er bis Januar 2021 in der U17 spielte. Anschließend wechselte er zum Erstligisten Varbergs BoIS. Am 4. Juli 2021 (9. Spieltag) spielte er das erste Mal im Profibereich, als er gegen den Kalmar FF kurz vor Schluss in die Partie kam.

### Nationalmannschaft
Am 10. August 2021 kam Madjed erstmals für die schwedische U17-Nationalmannschaft zum Einsatz, als er in einem Testspiel gegen Dänemark in der Startelf stand.